# Vlastimil Uchytil
Vlastimil Uchytil (22. listopadu 1961) je bývalý československý reprezentant v orientačním běhu. Jeho největším úspěchem je stříbrná medaile ze štafetového závodu mistrovství světa v roce 1983, kterou vybojoval spolu s Pavlem Ditrychem, Jozefem Pollákem a Jaroslavem Kačmarčíkem.
Vlastimil Uchytil se po skončení sportovní kariéry věnuje politice. Je členem ODS v olomouckém kraji, kde je v regionální kontrolní a revizní komisi a je členem oblastní rady.

## Sportovní kariéra

### Umístění na MS
| Mistrovství světa v orientačním běhu | Mistrovství světa v orientačním běhu | Mistrovství světa v orientačním běhu |
| Rok                                  | Klasika                              | Štafety                              |
| ------------------------------------ | ------------------------------------ | ------------------------------------ |
| Zalaegerszeg 1983                    | X                                    | 2. místo                             |
| Bendigo 1985                         | 61. místo                            | 6. místo                             |
| Gérardmer 1987                       | X                                    | 7. místo                             |

| Akademické mistrovství světa v orientačním běhu | Akademické mistrovství světa v orientačním běhu | Akademické mistrovství světa v orientačním běhu |
| Rok                                             | Klasika                                         | Štafety                                         |
| ----------------------------------------------- | ----------------------------------------------- | ----------------------------------------------- |
| Jönköping 1984                                  | 31. místo                                       |                                                 |

### Umístění na MČSSR
| Umístění na Mistrovství Československa v orientačním běhu | Umístění na Mistrovství Československa v orientačním běhu | Umístění na Mistrovství Československa v orientačním běhu | Umístění na Mistrovství Československa v orientačním běhu | Umístění na Mistrovství Československa v orientačním běhu | Umístění na Mistrovství Československa v orientačním běhu | Umístění na Mistrovství Československa v orientačním běhu | Umístění na Mistrovství Československa v orientačním běhu |
| Ročník                                                    | Kategorie                                                 | Klasická trať                                             | Krátká trať                                               | Dlouhá trať                                               | Noční                                                     | Členství v klubu                                          |                                                           |
| --------------------------------------------------------- | --------------------------------------------------------- | --------------------------------------------------------- | --------------------------------------------------------- | --------------------------------------------------------- | --------------------------------------------------------- | --------------------------------------------------------- | --------------------------------------------------------- |
| MČSR 1977                                                 | H15 – mladší dorostenci                                   | 1. místo                                                  |                                                           |                                                           | 6. místo                                                  | OOB TJ Zlaté Hory                                         |                                                           |
| MČSR 1978                                                 | H17 – starší dorostenci                                   | 6. místo                                                  |                                                           |                                                           |                                                           | OOB TJ Zlaté Hory                                         |                                                           |
| MČSR 1979                                                 | H17 – starší dorostenci                                   | 2. místo                                                  |                                                           |                                                           | 6. místo                                                  | OOB TJ Zlaté Hory                                         |                                                           |
| MČSR 1980                                                 | H19 – junioři                                             | 2. místo                                                  |                                                           | 5. místo                                                  |                                                           | OOB TJ Zlaté Hory                                         |                                                           |
| MČSR 1981                                                 | H19 – junioři                                             | 2. místo                                                  |                                                           |                                                           |                                                           | OOB TJ Zlaté Hory                                         |                                                           |
| MČSR 1982                                                 | H21 – muži                                                | 5. místo                                                  |                                                           | 5. místo                                                  |                                                           | OOB TJ Zlaté Hory                                         |                                                           |
| MČSR 1983                                                 | H21 – muži                                                | 6. místo                                                  |                                                           | 3. místo                                                  |                                                           | VSK VŠB TU Ostrava                                        |                                                           |
| MČSR 1984                                                 | H21 – muži                                                | 4. místo                                                  |                                                           |                                                           |                                                           | VSK VŠB TU Ostrava                                        |                                                           |
| MČSR 1985                                                 | H21 – muži                                                | 28. místo                                                 |                                                           | 5. místo                                                  |                                                           | VSK VŠB TU Ostrava                                        |                                                           |
| MČSR 1986                                                 | H21 – muži                                                | 17. místo                                                 |                                                           | 5. místo                                                  |                                                           | VSK VŠB TU Ostrava                                        |                                                           |
| MČSR 1987                                                 | H21 – muži                                                | 5. místo                                                  |                                                           |                                                           |                                                           | VSK VŠB TU Ostrava                                        |                                                           |
| MČSR 1988                                                 | H21 – muži                                                | disk                                                      |                                                           | 8. místo                                                  |                                                           | VSK VŠB TU Ostrava                                        |                                                           |
| MČSR 1989                                                 | H21 – muži                                                | 11. místo                                                 |                                                           | 3. místo                                                  |                                                           | VSK VŠB TU Ostrava                                        |                                                           |
| MČSR 1990                                                 | H19 (21) – muži                                           |                                                           | 2. místo                                                  |                                                           |                                                           | Sportcentrum Jičín                                        |                                                           |
| MČSR 1990                                                 | H21 – muži                                                | 6. místo                                                  |                                                           | 8. místo                                                  |                                                           | Sportcentrum Jičín                                        |                                                           |
| MČSR 1991                                                 | H19 (21) – muži                                           |                                                           | 8. místo                                                  |                                                           |                                                           | Sportcentrum Jičín                                        |                                                           |
| MČSR 1991                                                 | H21 – muži                                                | 5. místo                                                  |                                                           | 1. místo                                                  |                                                           | Sportcentrum Jičín                                        |                                                           |
| MČSR 1992                                                 | H19 (21) – muži                                           |                                                           | 6. místo                                                  |                                                           |                                                           | Sportcentrum Jičín                                        |                                                           |
| MČSR 1992                                                 | H21 – muži                                                | 8. místo                                                  |                                                           | 1. místo                                                  |                                                           | Sportcentrum Jičín                                        |                                                           |

### Umístění na MČR
| Umístění na Mistrovství České republiky v orientačním běhu | Umístění na Mistrovství České republiky v orientačním běhu | Umístění na Mistrovství České republiky v orientačním běhu | Umístění na Mistrovství České republiky v orientačním běhu | Umístění na Mistrovství České republiky v orientačním běhu | Umístění na Mistrovství České republiky v orientačním běhu | Umístění na Mistrovství České republiky v orientačním běhu | Umístění na Mistrovství České republiky v orientačním běhu |
| Ročník                                                     | Kategorie                                                  | Klasická trať                                              | Krátká trať                                                | Sprint                                                     | Noční                                                      | Ranking                                                    | Členství v klubu                                           |
| ---------------------------------------------------------- | ---------------------------------------------------------- | ---------------------------------------------------------- | ---------------------------------------------------------- | ---------------------------------------------------------- | ---------------------------------------------------------- | ---------------------------------------------------------- | ---------------------------------------------------------- |
| MČR 1993                                                   | H21 – muži                                                 | 35. místo                                                  |                                                            |                                                            |                                                            |                                                            | Sportcentrum Jičín                                         |
| MČR 1994                                                   | H21 – muži                                                 | 48. místo                                                  |                                                            |                                                            |                                                            |                                                            | KOB ZPV Prostějov                                          |